# یوچیلا، یودوپی
یوچیلا، یودوپی (به انگلیسی: Uchila, Udupi) یک روستا در هند است که در Udupi district واقع شده‌است.